# Alexandre Dujeux
Alexandre Dujeux (Villers-Semeuse, Francia, 8 de enero de 1976) es un exjugador y entrenador de fútbol francés. Actualmente dirige al Angers SCO de la Ligue 1.

## Carrera como jugador
Dujeux inició su carrera como futbolista en el AJ Auxerre en 1997 y formó parte del equipo juvenil que obtuvo Copa Gambardella en 1993.Posteriormente, disputó 400 encuentros como profesionalhasta que decidió retirarse en 2010 tras la propuesta de Max Marty para incorporarse al nuevo centro de formación del Tours FC.

## Carrera como entrenador
Luego de obtener los títulos necesarios, Dujeux se convirtió en el entrenador del equipo sub-19 del Tours FC.En 2013, se convirtió en asistente de Olivier Pantaloni en el primer equipo.Tras su renuncia en octubre de 2014, fue nombrado como técnico del club con la misión de alejarlo de los puestos de descenso.Luego de permanecer en la Ligue 2, fue sustituido por Marco Simone en junio de 2015 ya que no contaba aún con la licencia para dirigir en el fútbol francés.
Posteriormente, retornó a las funciones de asistente técnico cuando Olivier Pantaloni dirigió al AC Ajaccio entre 2015 y 2021.A partir de la temporada 2021-22, mantuvo el mismo cargo en el Angers SCO y acompañó tanto a Gérald Baticle como a Abdel Bouhazama.
En marzo de 2023, asumió como entrenador del Angers SCO hasta el final de la temporada.A pesar de que el club descendiera a la Ligue 2, fue ratificado en su cargo y firmó un contrato hasta junio de 2025.En mayo de 2024, obtuvo el ascenso a la Ligue 1 luego de empatar ante el Dunkerque en la última jornada para asegurarse la segunda colocación.

## Clubes

### Como jugador
| Club              | País    | Año       |
| ----------------- | ------- | --------- |
| AJ Auxerre        | Francia | 1997-1999 |
| Red Star (cedido) | Francia | 1997-1998 |
| Châteauroux       | Francia | 1999-2003 |
| Le Havre          | Francia | 2003-2005 |
| Troyes            | Francia | 2005-2006 |
| AC Ajaccio        | Francia | 2006-2008 |
| Tours FC          | Francia | 2008-2010 |

### Como entrenador
| Club       | País    | Año           |
| ---------- | ------- | ------------- |
| Tours FC   | Francia | 2014-2015     |
| Angers SCO | Francia | 2023-presente |